# Ilya Datunashvili
Ilya Ilitch Datunashvili (russe : Илья Ильич Датунашвили, Ilia Ilitch Datounachvili) (né le 1er septembre 1937 à Batoumi en URSS et mort le 11 février 2022) est un joueur de football soviétique (géorgien).
Il est surtout connu pour avoir terminé meilleur buteur du championnat d'URSS lors de la saison 1966 avec 20 buts.

## Statistiques
| Saison                | Club                  | Championnat           | Championnat | Championnat | Coupe(s) nationale(s) | Coupe(s) nationale(s) | Total | Total |
| Saison                | Club                  | Division              | M.          | B.          | M.                    | B.                    | M.    | B.    |
| 1959                  | Dinamo Tbilissi       | D1                    | 2           | 0           | -                     | -                     | 2     | 0     |
| 1960                  | Dinamo Tbilissi       | D1                    | 15          | 0           | -                     | -                     | 15    | 0     |
| 1961                  | Dinamo Tbilissi       | D1                    | 20          | 4           | 2                     | 1                     | 22    | 5     |
| 1962                  | Dinamo Tbilissi       | D1                    | 26          | 0           | 2                     | 0                     | 28    | 0     |
| 1963                  | Dinamo Tbilissi       | D1                    | 26          | 1           | 1                     | 0                     | 27    | 1     |
| 1964                  | Dinamo Tbilissi       | D1                    | 24          | 13          | 1                     | 1                     | 25    | 14    |
| 1965                  | Dinamo Tbilissi       | D1                    | 26          | 2           | 4                     | 1                     | 30    | 3     |
| 1966                  | Dinamo Tbilissi       | D1                    | 32          | 20          | 1                     | 0                     | 33    | 20    |
| 1967                  | Dinamo Tbilissi       | D1                    | 28          | 6           | 1                     | 0                     | 29    | 6     |
| Total sur la carrière | Total sur la carrière | Total sur la carrière | 199         | 46          | 12                    | 3                     | 211   | 49    |

## Palmarès
Dinamo Tbilissi
- Championnat d'URSS :
  - Vainqueur : 1964.
  - Meilleur buteur : 1966.